# Marycha
Marycha (vitryska: Марыха) är ett vattendrag i Belarus, på gränsen till Polen. Det ligger i den västra delen av landet, 260 km väster om huvudstaden Minsk.
I omgivningarna runt Marycha växer i huvudsak barrskog. Runt Marycha är det ganska tätbefolkat, med 139 invånare per kvadratkilometer.